# Sân vận động bóng chày Mokdong
Sân vận động bóng chày Mok-dong là sân vận động nằm ở Seoul, Hàn Quốc. Sân vận động là chủ nhà của Nexen Heroes của Korea Baseball Organization. Sân vận động có sức chứa khoảng 18,000 người. Sân vận động này là cơ sở của Mok-dong Sports Complex